# Greenland Puli Center
Le Greenland Puli Center est un gratte-ciel de 303 mètres construit à Jinan en Chine en 2014. Il a été conçu par la célèbre agence américaine Skidmore, Owings and Merrill.